# Songline
De acuerdo a los sistemas de creencias animistas de las culturas aborígenes de Australia, un songline (en español, línea de canto, línea de canción o trazo de canto), también llamada pista de ensueño, es un canto o canción acerca de los caminos que cruzan la tierra (o a veces el cielo). Marcan la ruta seguida por los "seres-creadores" localizados en el ensueño. Estas rutas sirven como conexiones cruciales entre los individuos y sus tierras ancestrales, y transportan información geográfica, mitológica y cultural compleja.
En esencia, una línea de cantos funciona como una ayuda para la navegación y como un depósito de conocimiento cultural. Integrados en ciclos de canciones tradicionales, rituales de danza, historias y expresiones artísticas, estos caminos permiten a las personas atravesar grandes distancias mientras recitan canciones que describen puntos de referencia, fuentes de agua y características naturales. En particular, los contornos melódicos y los matices rítmicos de las canciones trascienden las barreras lingüísticas, facilitando la comprensión intercultural a medida que diferentes grupos lingüísticos interactúan y comparten la esencia de estas narrativas antiguas.
Una faceta única de las canciones radica en su papel como pasaportes culturales, que denotan respeto y reconocimiento por regiones específicas y sus habitantes cuando las canciones se cantan en los idiomas apropiados. Esta intrincada red de canciones interconecta a grupos vecinos, fomentando interacciones sociales basadas en creencias y obligaciones compartidas. La perpetuación de las líneas de canciones a través de generaciones sostiene una conexión espiritual con la tierra, subrayando el concepto de "conexión con el país", donde la intrincada relación entre los individuos y sus tierras ancestrales forma una piedra angular de la identidad aborigen y la preservación cultural.

## Descripción
The Dreaming (el Ensueño), o Dreamtime (Tiempo del sueño), ha sido descrito como «una narrativa sagrada de la Creación que se ve como un proceso continuo que vincula a los aborígenes con sus orígenes». Se cree que los antepasados desempeñaron un papel importante en el establecimiento de lugares sagrados cuando atravesaron el continente hace mucho tiempo. Los animales fueron creados en el Ensueño y también desempeñaron un papel en la creación de las tierras y los cuerpos celestes. Las líneas de canciones conectan lugares y eventos de la Creación y las ceremonias asociadas con esos lugares. La historia oral sobre los lugares y los viajes se transmite en ciclos de canciones, y cada aborigen tiene obligaciones con su lugar de nacimiento. Las canciones se convierten en la base de las ceremonias que se llevan a cabo en esos lugares específicos a lo largo de las líneas de las canciones. 
Una línea de canción ha sido llamada "pista de ensueño", ya que marca una ruta a través de la tierra o el cielo seguida por uno de los seres creadores o ancestros en el Ensueño.  
Una persona con conocimientos puede navegar por la tierra repitiendo la letra de la canción, que describe la ubicación de puntos de referencia, pozos de agua y otros fenómenos naturales. En algunos casos, se dice que los caminos de los seres creadores son evidentes a partir de sus marcas, o petrosomatoglifos, en la tierra, como grandes depresiones en la tierra que se dice que son sus huellas.[cita requerida]
Al cantar las canciones en la secuencia adecuada, los aborígenes podían recorrer grandes distancias, a menudo viajando a través de los desiertos del interior de Australia. El continente australiano contiene un extenso sistema de líneas de canciones, algunas de las cuales tienen una longitud de unos pocos kilómetros, mientras que otras atraviesan cientos de kilómetros a través de tierras de muchos pueblos aborígenes diferentes, pueblos que pueden hablar idiomas marcadamente diferentes y tener tradiciones culturales diferentes.[cita requerida] Una línea de canción marca 3,5 kilómetros (2,2 mi) de ruta que conecta la Región del Desierto Central con la costa este, hasta el lugar hoy llamado Byron Bay. Los pueblos del desierto viajaban al océano para observar prácticas de pesca, y los pueblos costeros viajaban tierra adentro a lugares sagrados como Uluru y Kata Tjuta.
Dado que una línea de canción puede abarcar tierras de varios grupos lingüísticos diferentes, se dice que diferentes partes de la canción están en esos idiomas diferentes. Los idiomas no son una barrera porque el contorno melódico de la canción describe la naturaleza de la tierra sobre la que pasa la canción. El ritmo es lo crucial para entender la canción. Escuchar el canto de la tierra es lo mismo que caminar siguiendo este canto y observar la tierra.[cita requerida] Las líneas de canciones se han descrito como un "pasaporte cultural" que, cuando se canta en el idioma de una región y una mob en particular, muestra respeto a la gente de ese país.
Los grupos vecinos están conectados porque los ciclos de la canción se entrecruzan por todo el continente. Todos los grupos aborígenes comparten tradicionalmente creencias sobre los antepasados y leyes relacionadas; personas de diferentes grupos interactuaron entre sí en función de sus obligaciones a lo largo de las canciones. 
En algunos casos, una línea de canción tiene una dirección particular, y caminar en el camino equivocado a lo largo de una línea de canción puede ser un acto sacrílego (por ejemplo, escalar Uluru donde la dirección correcta es bajar). Los aborígenes consideran que toda la tierra es sagrada y las canciones deben cantarse continuamente para mantener la tierra "viva".[cita requerida]  Su "conexión con el país" describe una relación fuerte y compleja con la tierra de sus antepasados, o mob. La identidad aborigen a menudo se vincula con sus grupos lingüísticos y el país tradicional de sus antepasados.Las líneas de canciones no solo trazan rutas a través del continente y transmiten cultura, sino que también expresan conexión con el país. 
Las canciones a menudo se transmiten de padres a hijos, transmitiendo importantes conocimientos y valores culturales. 
Molyneaux y Vitebsky señalan que los espíritus soñadores «también depositaron los espíritus de los niños no nacidos y determinaron las formas de la sociedad humana», estableciendo así leyes tribales y paradigmas totémicos.
El antropólogo Robert Tonkinson describió las líneas de canciones Mardu en su monografía de 1978 The Mardudjara Aborigines - Living The Dream In Australia's Desert .

Canciones: El canto es un elemento esencial en la mayoría de las actuaciones rituales de Mardudjara porque la línea de canciones sigue en la mayoría de los casos la dirección del viaje de los seres en cuestión y resalta crípticamente sus actividades notables y mundanas. La mayoría de las canciones, entonces, tienen un referente tanto geográfico como mítico, por lo que, al aprender la línea de la canción, los hombres se familiarizan literalmente con miles de sitios, aunque nunca los hayan visitado; todos se vuelven parte de su mapa cognitivo del mundo desértico.

En su libro de 1987 The Songlines, el novelista y escritor de viajes británico Bruce Chatwin describe las líneas de las canciones como:

... el laberinto de caminos invisibles que serpentean por toda Australia y que los europeos conocen como "Dreaming-tracks" o "Songlines"; a los aborígenes como las "Huellas de los Ancestros" o el "Camino del Saber".

Los mitos aborígenes de la Creación hablan del legendario ser totémico que vagó por el continente en el Tiempo del Sueño, cantando el nombre de todo lo que se cruzaba en su camino (pájaros, animales, plantas, rocas, pozos de agua) y cantando así la existencia del mundo.

Margo Ngawa Neale, curadora principal de arte e historia indígena del Museo Nacional de Australia, dice: 

Las líneas de canciones pueden visualizarse como corredores o caminos de conocimiento que atraviesan todo el continente, el cielo y el agua. Las líneas de canciones, a veces denominadas pistas de ensueño, vinculan sitios y contienen historias, conocidas como lugares de historias, que se interpretan en las características naturales de la tierra. Estos sitios de importancia, formados por seres ancestrales, son como bibliotecas que almacenan conocimientos críticos para la supervivencia. Las historias en sitios importantes contienen conocimientos que instruyen sobre el comportamiento social, las relaciones de género o dónde se puede obtener agua o alimentos.

## Ejemplos
- El pueblo Yolngu de la Tierra de Arnhem en el Territorio del Norte cuenta la historia  de Barnumbirr,[15] un ser-creador asociado con el planeta Venus, que vino de la isla de Baralku en el Este, guiando a los primeros humanos a Australia, y luego voló a través de la tierra de este a oeste, nombrando y creando los animales, las plantas y las características naturales de la tierra.
- El pueblo Yarralin del valle del río Victoria venera al espíritu Walujapi como el Espíritu Soñador de la pitón de cabeza negra. Se dice que Walujapi talló una huella en forma de serpiente a lo largo de un acantilado y depositó una impresión de sus nalgas cuando se sentó a establecer el campamento.[cita requerida] Ambos signos son actualmente discernibles.
- Los espíritus soñadores de los gatos nativos, de quienes se dice que comenzaron su viaje en el mar y se trasladaron hacia el norte, hacia el desierto de Simpson, atravesando mientras lo hacían las tierras de Aranda, Kaititja, Ngalia, Kukatja y Unmatjera.[cita requerida] Cada pueblo canta la parte de Native Cat Dreaming relacionada con las líneas de canciones por las que están vinculados en una relación territorial de reciprocidad.
- En la región de Sydney, debido a la suave arenisca de Sydney, los valles a menudo terminan en un cañón o acantilado, por lo que viajar a lo largo de las crestas era mucho más fácil que viajar por los valles. Por lo tanto, las líneas de las canciones tienden a seguir las líneas de cresta, y aquí también es donde se encuentra gran parte del arte sacro, como los grabados rupestres de Sydney. Por el contrario, en muchas otras partes de Australia, las líneas de las canciones tienden a seguir los valles, donde se puede encontrar agua más fácilmente.
- Las líneas de canciones se han vinculado a sitios de arte aborigen en el Parque Nacional Wollemi en Nueva Gales del Sur.[16]

## Véae también
- Religión y mitología aborigen australiana
- Líneas ley
- Método de lugares
- Tradición oral
- Arco narrativo